# ماجراجویان (فیلم ۲۰۱۷)
ماجراجویان (انگلیسی: The Adventurers) یک فیلم به کارگردانی استیون فانگ و تهیه‌کنندگی و بازیگری اندی لاو و شو چی است که در سال ۲۰۱۷ منتشر شد.